# Schloss Bad Wurzach

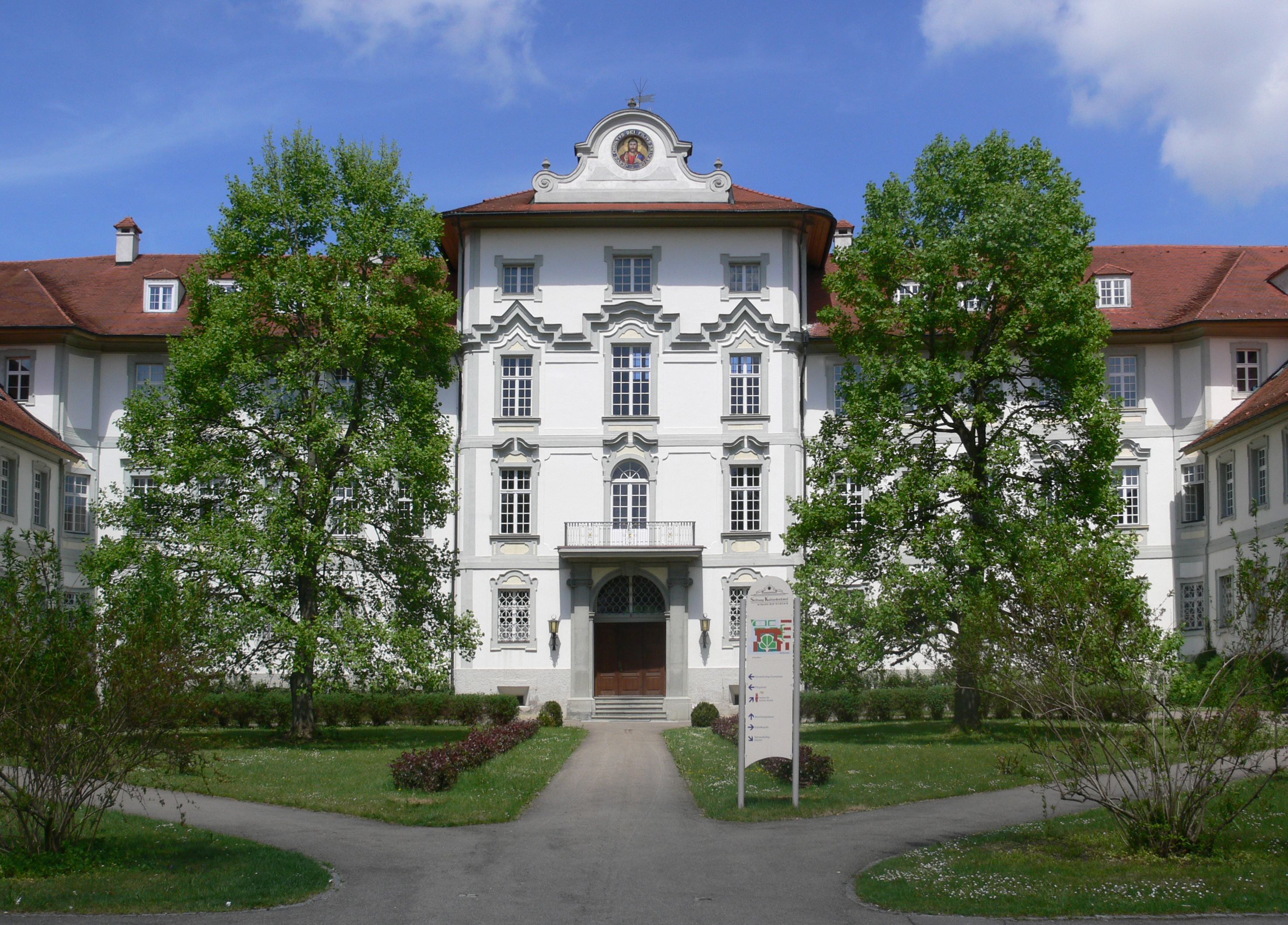
Schloss Bad Wurzach

Das Schloss Bad Wurzach, auch Schloss Wurzach oder Wurzacher Schloss genannt, ist Kulturdenkmal und Wahrzeichen der Stadt Bad Wurzach im oberschwäbischen Landkreis Ravensburg in Baden-Württemberg. Bemerkenswert ist das Barocktreppenhaus von 1728.
Die Denkmalstiftung Baden-Württemberg ernannte das Schloss zum Denkmal des Monats Mai 2009.

## Geschichte

### Altes Schloss
Die erste urkundliche Erwähnung der heutigen Schlosskapelle, welches Teil der damaligen Burg war, stammt aus dem Jahr 1422. Die Burg wird heute als das Alte Schloss Wurzach bezeichnet. Das Rentamt, welches Teil des heutigen Schlosses ist, wurde 1692 erbaut. 1708/09 wurde die Kapelle renoviert und um zwei Barockaltäre bereichert.

### Neues Schloss
Das heutige Schloss wurde in den Jahren 1723 bis 1728 von Graf Ernst Jakob Truchsess von Waldburg-Zeil-Wurzach erbaut. Hierfür bildete das sogenannte Alte Schloss, das auf demselben Platz stand, das Fundament. In den Ostflügel integriert wurde die Kapelle und das Rentamt.
Zwei Jahrhunderte lang war es Residenz der Wurzacher Linie des Adelsgeschlechts und entwickelte sich dabei zum Zentrum höfischer Musik und Malerei. 1922 kauften die Salvatorianer das Wurzacher Schloss und errichteten darin eine Lateinschule mit Jungeninternat. Der Betrieb lief 1924 an, und die neue Schule wuchs sehr schnell.
Am 28. November 1937 wurde dem Salvatorkolleg aufgrund der nationalsozialistischen Bildungspolitik untersagt, weitere Schüler aufzunehmen. Bald musste es seinen Schulbetrieb einstellen und das große Gebäude stand praktisch leer. Im September 1940 mietete die Heeresstandortverwaltung Biberach das Schloss für die Verwendung als Gefangenenlager an. Von 1940 bis 1945 war Schloss Wurzach als Standort dreier Lager dann Teil des nationalsozialistischen Lagersystems. Im Schlosspark befand sich zudem ein so genanntes Wehrertüchtigungslager. Die Gefangenen in Wurzach waren relativ sicher. Sie wurden am 28. April 1945 von der französischen Armee befreit.
Wurzach war Standort dreier Offizierslager (Oflag) der Wehrmacht:
- Oflag V-C, von September 1940 bis Mai 1942, Kommandeur der Kriegsgefangenen im Wehrkreis V unterstellt
- Oflag V-D, ab Dezember 1942, Kommandeur der Kriegsgefangenen im Wehrkreis V unterstellt
- Oflag 55, von Mai 1942 bis zum 1. April 1944

### Kriegsgefangenenlager
Es diente zunächst nach seiner erzwungenen Schließung von 1940 als Kriegsgefangenenlager (Oflag V C) für französische Offiziere. Zwischen Anfang 1941 und Mitte 1942 wurden 500 bis 600 Kriegsgefangene im Schloss und in fünf Baracken im Schlossgarten untergebracht. Nach Auflösung des Lagers im Herbst 1942 wurden die Gefangenen in andere Lager verlegt. Die Höchstbelegung erreichte das Lager bereits im März 1941 mit 804 französischen Kriegsgefangenen und 210 Mann der Wachmannschaften. Im November 1942 kündigte die Heeresstandortverwaltung den Vertrag über die Anmietung des Schlosses, allerdings wurde zu diesem Zeitpunkt das Schloss bereits für einen anderen Zweck verwendet.

### Internierungslager
Am Ende des Westfeldzugs wurden die britischen Kanalinseln von der deutschen Luftwaffe und der Kriegsmarine am 30. Juni 1940 besetzt. Dort wurde eine Zivilverwaltung aufgebaut, und die Inseln wurden zu uneinnehmbaren Festungen ausgebaut. Im September 1941 hatten die britischen Behörden die persische Regierung aufgefordert, deutsche Staatsbürger auszuliefern, die gegen die Alliierten arbeiteten. Als Gegenmaßnahme ordnete Adolf Hitler an, alle in England geborenen Bewohner der Kanalinseln als Geiseln zu nehmen und zu deportieren. Die Deportation erfolgte im September 1942, sie wurden ins Oflag VI Dorsten, südwestlich von Münster in Westfalen, und schließlich in verschiedene Lager in Süddeutschland gebracht. Weil das Lager Lindele in Biberach überfüllt war, wurden am 31. Oktober 1942 186 Männer und 411 Frauen und Kinder in das Wurzacher Nebenlager, Ilag (Internierungslager) VC, verlegt. Dort war am 16. September 1942 der erste Transport aus Jersey eingetroffen. Am 31. Oktober 1942 wurden die Bürger aus Jersey per Sonderzug, ungewöhnlicherweise 2. Klasse, nach Wurzach verlegt. Zu diesem Zeitpunkt war das alte Gebäude verdreckt, die Betten waren feucht, Gips fiel von den Wänden und Decken.
Zwischen Reichsbehörden und lokalen Institutionen entstand ein Wirrwarr der Zuständigkeiten für das Internierungslager im Schloss. Nach wenigen Wochen unter Bewachung der Wehrmacht wurde die Verwaltung des Lagers am 1. Dezember 1942 an das württembergische Innenministerium übergeben. Die Wacheinheiten der Wehrmacht wurden abgezogen und durch Polizeikräfte des Wachbataillons der Schutzpolizei Ravensburg ersetzt. Lagerkommandant wurde der Meister und spätere Leutnant der Schutzpolizei, Martin Riedesser. Es waren zu keinem Zeitpunkt SS-Wachen eingesetzt, auch wenn die zentrale Entscheidungsbefugnis über das Internierungslager in der Hand des Reichsführers SS und Chefs der Deutschen Polizei im Reichsministerium des Innern lag. Die zentralen Anweisungen kamen deshalb vom Reichssicherheitshauptamt in Berlin. In der Regel kümmerten sich aber Mitarbeiter der Rechtsabteilung des Auswärtigen Amtes, die in Liebenau ein Ausweichquartier gefunden hatten, und ein Mitarbeiter des württembergischen Innenministeriums um die Belange der Internierten.
Dabei wird deutlich, dass die Briten im Unterschied zu vielen anderen drangsalierten Gruppen durchaus privilegierte Gefangene waren. Die Genfer Konvention zum Schutz von Gefangenen wurde von der örtlichen Lagerleitung und auch von den übergeordneten Stellen nach Möglichkeit beachtet. Das Lager wurde bis zum Kriegsende von internationalen Organisationen überwacht, darunter das Internationale Komitee vom Roten Kreuz (IKRK), die Kriegsgefangenenhilfe der YMCA und Beobachter der Schutzmacht Schweiz. Vom IKRK kamen regelmäßig Pakete. Mit der örtlichen Bevölkerung gab es durchaus auch freundschaftliche Kontakte. Den mehr als 600 Zivilinternierten wurde eine Lagerselbstverwaltung zugestanden. Sie wurden zwar nur mangelhaft ernährt, erhielten aber ein monatliches Taschengeld in Höhe von 10 Reichsmark, durften Lebensmittelpakete empfangen, hatten eine Krankenversorgung und arbeiteten in der Versorgung und Aufrechterhaltung der Ordnung im Lager. Es entwickelte sich auch ein kulturelles Leben und eine Betreuung von Kindern und Jugendlichen. Es gab bis 1945 zwölf Todesfälle und fünf Geburten. Einzelne Internierte durften als „Härtefälle“ von Wurzach nach Jersey zurückkehren.
Laut Recherchen von Gisela Rothenhäusler konnte der korrekte Lagerleiter vor Ort nach dem Krieg nicht mehr Fuß fassen; sein Vorgesetzter im SS-Reichssicherheitshauptamt hat in Adenauer-Deutschland eine veritable Karriere gemacht.

### Jüdische Häftlinge aus Bergen-Belsen
Im Winter 1944/45 diente das Schloss schließlich als Zwischenstation für 72 jüdische Häftlinge aus dem KZ Bergen-Belsen. Bei den im November 1944 von Bergen-Belsen nach Wurzach Verlegten handelte es sich um niederländische Juden, die neben der niederländischen auch noch die britische oder amerikanische Staatsangehörigkeit oder wenigstens Papiere von süd- und mittelamerikanischen Staaten besaßen, und die als „Austauschjuden“ bei Verhandlungen über deutsche Staatsangehörige in alliierter Obhut eingesetzt werden sollten. Sie waren aus Bergen-Belsen in zwei Transporten im Herbst und Winter nach Süddeutschland verbracht worden, um über die Schweiz gegen deutsche Staatsbürger in alliierter Hand ausgetauscht zu werden. Doch musste ein Teil der Gruppe ohne Angabe der Gründe in Ravensburg den Zug verlassen. Sie wurden aber nicht nach Bergen-Belsen zurücktransportiert, sondern auf die württembergischen Internierungslager in Liebenau, Biberach und Wurzach verteilt. Nach Berichten der Internierten aus Jersey waren die Ankömmlinge bei ihrer Ankunft in einem erbärmlichen Zustand, völlig ausgehungert und verängstigt. Durch die bessere Ernährung und die zusätzlichen Rotkreuz-Pakete erholten sie sich aber relativ schnell und erlebten, mit einer Ausnahme, in Wurzach ihre Befreiung.

### Bauliche Änderungen nach dem Zweiten Weltkrieg
Nach 1945 wurde durch die Salvatorianer der Schulbetrieb wieder neu begründet. 1956 wurde die Kapelle nach Osten hin erweitert. 1959/60 erfolgte die Erweiterung des Schlosses nach Osten. 1993 wurde der dreigeschossige Westflügel abgebrochen. Das Hohe Haus, welches Teil des Westflügels ist, wurde 1994 nach alten Plänen fertig gestellt nach dem ist bis dahin unvollendet geblieben war. Bei einer der Renovierung der Kapelle in den Jahren 1996/97 bekam sie ihre ursprüngliche Größe zurück.

## Schlossanlage

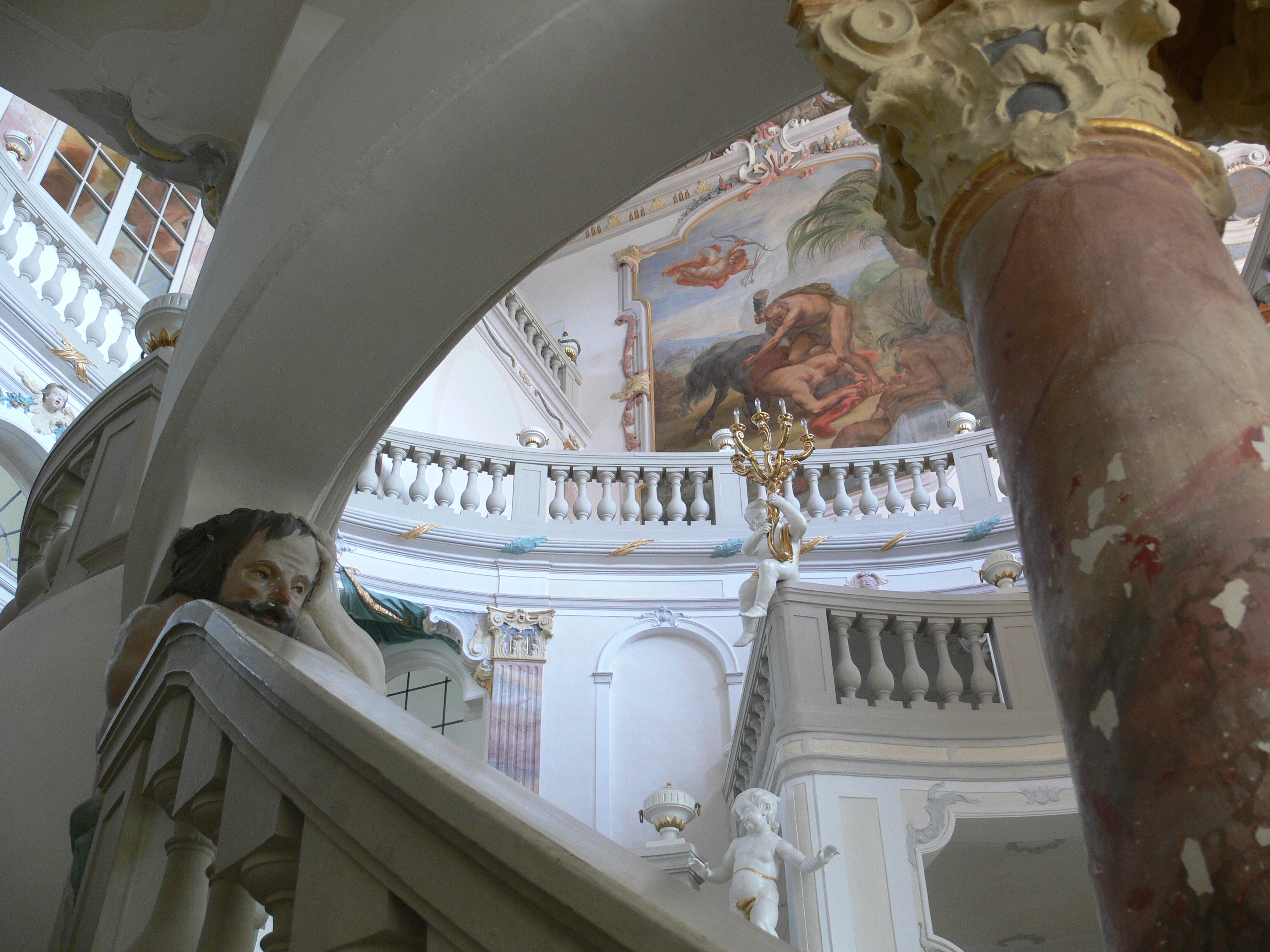
Treppenhaus

Hufeisenförmig öffnet sich die ausgewogene Dreiflügelanlage zur Stadt hin.
Das Zentrum des mittleren Trakts bildet das Treppenhaus eines unbekannten Baumeisters, das als ein Höhepunkt der Baukunst des oberschwäbischen Barock gilt. Elegant geschwungen führt die Sandstein-Treppe um einen Dreipass-Kern aufwärts. Es ist in einer Kulissenarchitekturtechnik mit nach oben zu niedrigeren Stufen und Stein (Marmor, Alabaster) vortäuschenden, gefassten Holzteilen errichtet, die vom Eingang her eine weite und imposante Perspektive vortäuschen. Das Deckenfresko stellt den olympischen Götterhimmel dar. Das Treppenhaus diente im Zweiten Weltkrieg den britischen Internierten als Treffpunkt und erhielt von ihnen den Spitznamen „Marble Arch“.
Im rechten Schlossflügel befindet sich die Schlosskapelle mit dem Chorfenster von Clemens Hillebrand.

## Heutige Nutzung
Im Westflügel befinden sich seniorengerechte Wohnungen, die mit dem benachbarten Pflegeheim Stift zum heiligen Geist verbunden sind. Die Oberstufe des Gymnasiums Salvatorkolleg ist ebenso im Schloss beheimatet wie ein spezieller Zug zur Förderung besonders begabter Jugendlicher. Das Institut für soziale Berufe (IfsB) bildet im Ostflügel Fachschüler für Heilerziehungs- und Altenpflege aus. Auch der Orden der Salvatorianer ist nach wie vor im Schloss beheimatet.
Im Jahr 2006 wurde im Schloss ein Bankettbereich eröffnet, der im Schloss Veranstaltungen und Tagungen ermöglicht. Das Barocktreppenhaus ist offizielles Standesamt der Stadt Bad Wurzach.

## Stiftung Kulturdenkmal Schloss Bad Wurzach
Im Jahr 2004 wurde die Stiftung Kulturdenkmal Schloss Bad Wurzach gegründet, in deren Eigentum sich das Schloss seither befindet. Die Stiftung hat es sich zur Aufgabe gemacht, das denkmalgeschützte Schloss dauerhaft zu erhalten und für die Öffentlichkeit zu öffnen.